# Großfürstentum Litauen
Das Großfürstentum Litauen, (lateinisch Magnus Ducatus Lituania(e), wörtlich: „Großherzogtum Litauen“) Ruthenien und Schemaitien war ein im Mittelalter und der frühen Neuzeit bestehender Staat, der sich über das Territorium der heutigen Staaten Litauen und Belarus, den größten Teil der Ukraine, teilweise auch Russland und Polen erstreckte. Auf dem Höhepunkt seiner Macht kurz vor 1400 reichte es bis zu den Steppengebieten am Schwarzen Meer. 1386 ging es eine Union mit dem Königreich Polen ein. Vor allem nach der Union von Lublin 1569, mit der ein gemeinsamer Staat Polen-Litauen gegründet wurde, ging es mehr und mehr in dem neuen, polnisch dominierten Gesamtstaat auf. Als politische Einheit verschwand es jedoch erst im Zuge der Teilungen Polens.

## Geschichte

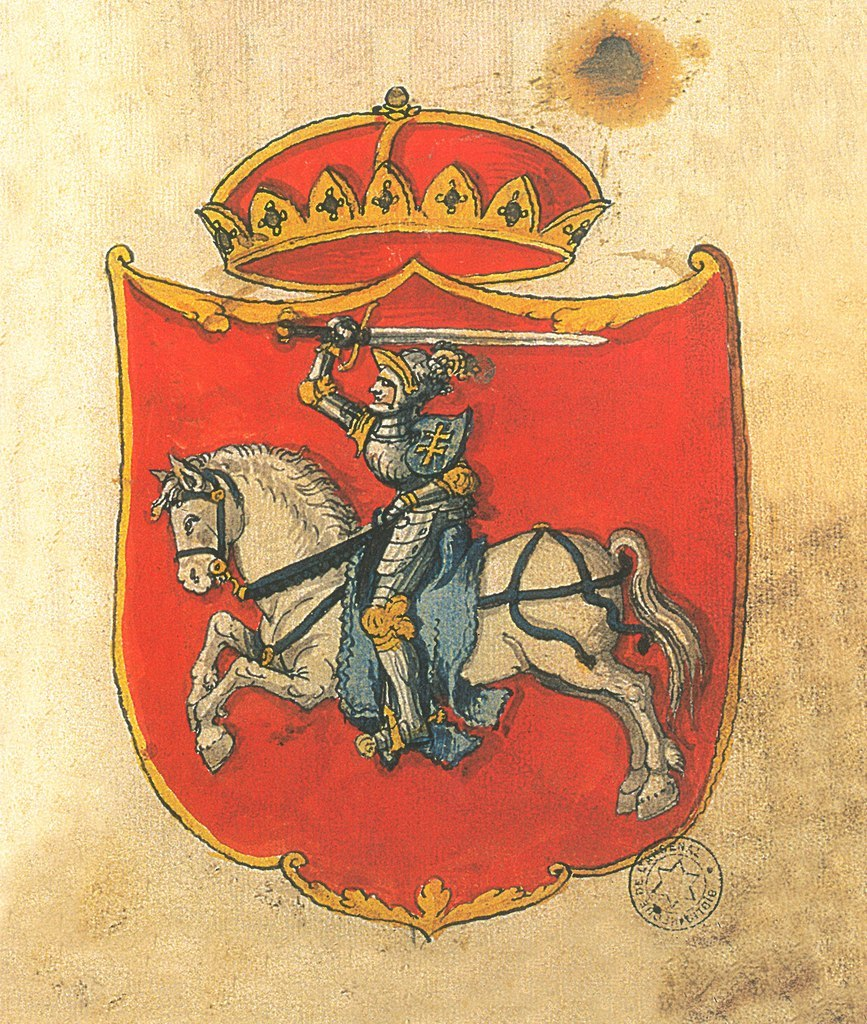
Wappen des Großfürstentums Litauen mit authentischen Farben

Erste Impulse zur Staatsbildung gab es im 13. Jahrhundert unter dem Eindruck der Expansion des Deutschen Ordens, das Königreich Litauen unter Mindaugas blieb jedoch eine Episode. Eine staatliche Konsolidierung erfolgte erst um 1300: Gediminas gründete 1323 die Hauptstadt Wilna (lit. Vilnius), das die Burg Trakai als Fürstensitz ablöste.
Der Einfall der Mongolen in Osteuropa und die schon vorher begonnene Zersplitterung der Kiewer Rus hinterließen ein politisches Vakuum in der Region. Zudem blieb Litauen aufgrund seiner nordwestlichen Lage von den Kriegszügen der Mongolen unberührt. So erfolgte im 14. Jahrhundert, insbesondere unter Großfürst Gediminas und seinen Söhnen Algirdas und Kęstutis, der Aufstieg Litauens zu einer osteuropäischen Großmacht.
Einige Teilfürstentümer der Rus wurden unterworfen, vor allem nach der Schlacht am Irpen, einige schlossen sich in einer Schwächephase der Goldenen Horde auch freiwillig an. 1362 wurde diese in der Schlacht am Blauen Wasser besiegt, der litauische Großfürst zog in Kiew ein und Belarus, die Ukraine und Westrussland standen damit unter dem Supremat der litauischen Großfürsten. Die politischen Strukturen der ostslawischen Fürstentümer wurden weitgehend beibehalten, insbesondere im Süden entstanden jedoch Vasallenfürstentümer für die Söhne Algirdas’. Die Großfürsten von Litauen sahen sich von nun an als rechtmäßige Erben des untergegangenen Reiches der Kiewer Rus. Von Algirdas ist die Absichtserklärung überliefert: “Omnis Russia ad Litwinos deberet simpliciter pertinere” (deutsch: „Die ganze Rus soll einfach den Litauern gehören“). Die späteren polnisch-litauischen Herrscher trugen den Titel magnus dux Littwanie, Samathie et Rusie.
Der Mehrheit der Bevölkerung und des Adels entsprechend dominierte im Laufe der Zeit immer stärker die ostslawische Kultur im Großfürstentum. Zur Kanzleisprache (also etwa Amtssprache) bildete sich das Ruthenische heraus, das bis ca. 1700 im Großfürstentum Litauen gängig blieb.
Die noch bis 1387 heidnischen Großfürsten betrieben in dieser Phase eine Politik religiöser Toleranz, was das Großfürstentum Litauen auch für die europäischen Juden sowie für zahlreiche kleinere Gruppen wie die Karäer attraktiv machte.
Im Westen sahen sich die litauischen Herrscher einer ständigen Bedrohung durch den Deutschen Orden gegenüber. Diese Litauerkriege konnten erst nach dem Bündnis mit Polen und der Schlacht von Tannenberg 1410 beendet werden.
Nachdem das Großfürstentum Moskau sich um 1480 endgültig von der mongolischen Herrschaft gelöst hatte, wurde es, da es sich gleichfalls als legitimer Nachfolger der Kiewer Rus ansah, seit dem Ende des 15. Jahrhunderts, besonders aber seit Beginn des 16. Jahrhunderts zum größten Konkurrenten Polen-Litauens bei der „Sammlung der russischen Erde“ (siehe auch Russisch-Litauische Kriege).

## Sprache

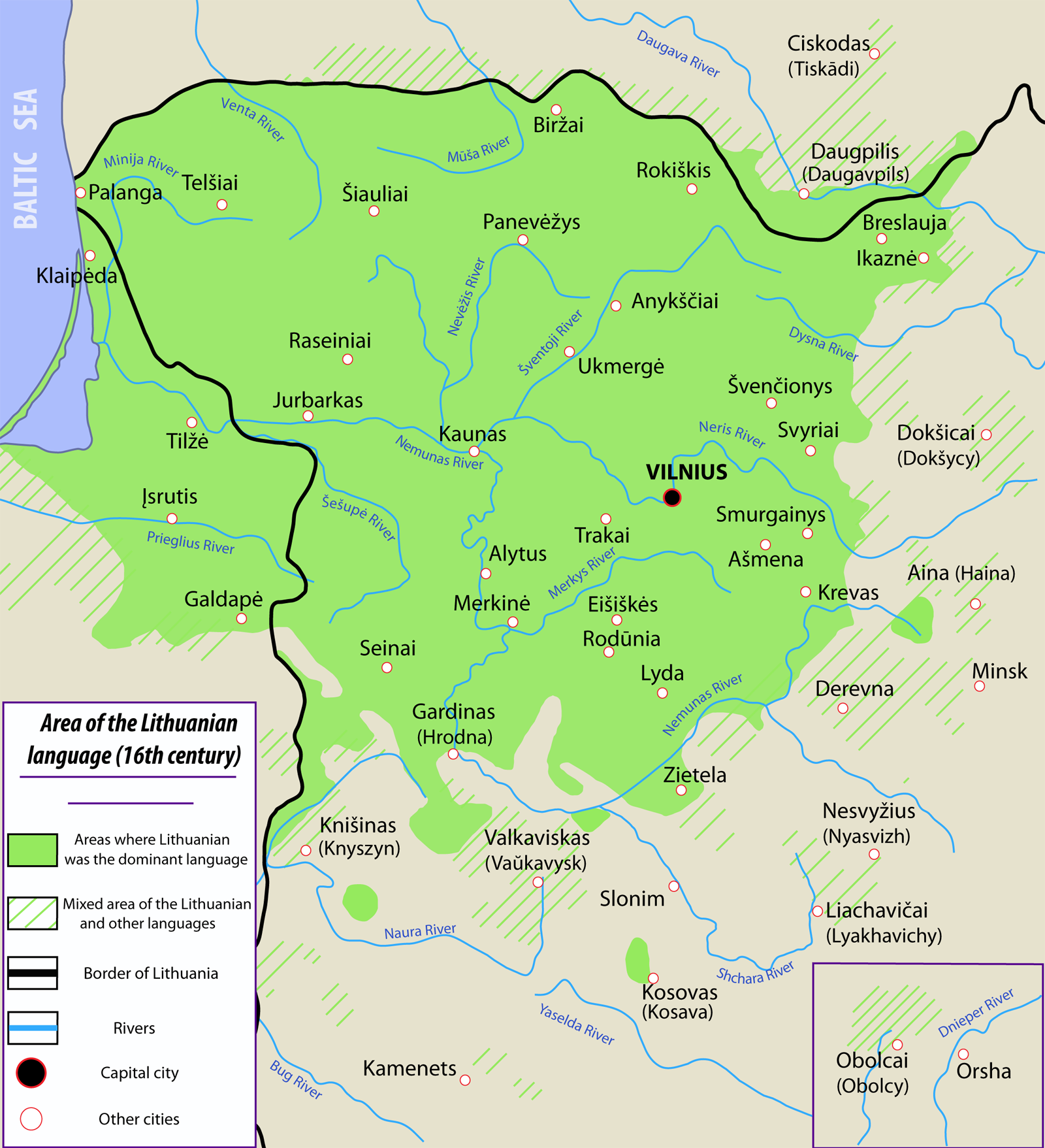
Litauischer Sprachraum im 16. Jahrhundert. Er umfasste auch den nordöstlichen Teil des Herzogtums (später Königreichs) Preußen („Preußisch Litauen“), obwohl dieser politisch vor 1923 nie zu Litauen gehörte.

Im 13. Jahrhundert sprach die Mehrheit der Bevölkerung im Zentrum des Fürstentums Litauisch, das aber erst im 16. Jahrhundert zur Schriftsprache wurde. In den anderen Teilen des Staates und bei den schriftlichen Dokumenten dominierte die Ruthenische Sprache. Daneben fungierten Latein und Deutsch zur diplomatischen Kommunikation mit westlichen Staaten, für Belange mit östlichen Ländern benutzte der Hof Ruthenisch. Die drei Kodifikationen des litauischen Rechts aus dem 16. Jahrhundert, die Litauischen Statute von 1529, 1566 und 1588, wurden auf Ruthenisch verfasst.
In der Spätzeit des Großfürstentums gewann Polnisch immer mehr an Bedeutung, vor allem nach der Union mit Polen. Bis 1697 wurde Ruthenisch als offizielle Hofsprache größtenteils durch Polnisch ersetzt, wurde aber noch bis in die zweite Hälfte des 18. Jahrhunderts in einigen wenigen Dokumenten benutzt. Die Oberschicht, d. h. der Adel Litauens wurde während der Zeit der litauisch-polnischen Union zunehmend polonisiert, d. h. er übernahm die polnische Sprache und Kultur.
Das Großfürstentum Litauen, wie es in anderen Sprachen bezeichnet wurde:
- Вялікае Княства Літоўскае, Рускае, Жамойцкае (Belarussisch)
- Leedu Suurvürstiriik (Estnisch)
- Magnus Ducatus Lituaniae (Latein)
- Lietuvos Didžioji Kunigaikštystė (Litauisch)
- Didi Kunigiste Letuvos (Altlitauisch)
- Lietuvas Lielkunigaitija / Lietuvas Lielkņaziste (Lettisch)
- Wielkie Księstwo Litewskie (Polnisch)
- Великое князство Литовское, Руское, Жомойтское и иных (Ruthenisch)
- Великое княжество Литовское, Русcкое, Жемойтское и иных (Russisch)
- Велике Князівство Литовське, Руське і Жемайтійське (Ukrainisch)

## Militär
Obwohl Litauen einen Großteil seiner ruthenischen Gebiete friedlich erwarb, konnte es, wenn nötig, auf militärische Stärke zurückgreifen. Es war der einzige Staat in Osteuropa, der die Goldene Horde effektiv bekämpfen konnte. Deren Versuche, Litauens weitere Expansion zu verhindern, schlugen oft fehl. In den Jahren 1333 und 1339 besiegten die Litauer große mongolische Kräfte bei deren Versuch, Smolensk der litauischen Einflusssphäre zu entreißen. Bis 1355 eroberte Litauen Territorium der Goldenen Horde bis hin zum Dnepr. In einem Kreuzzug gegen die Goldene Horde im Jahr 1398 (in einem Bündnis mit Toktamisch), fiel Litauen im Norden der Krim ein und errang einen deutlichen Sieg. Später, im Jahr 1399, ging Litauen (mit der Absicht, Toktamisch auf den Thron der Goldenen Horde zu setzen) erneut gegen die Horde vor. In der Schlacht an der Worskla wurde Litauen jedoch besiegt und verlor die östlichen Steppengebiete und seinen Zugang zum Schwarzen Meer.

## Religion und Kultur

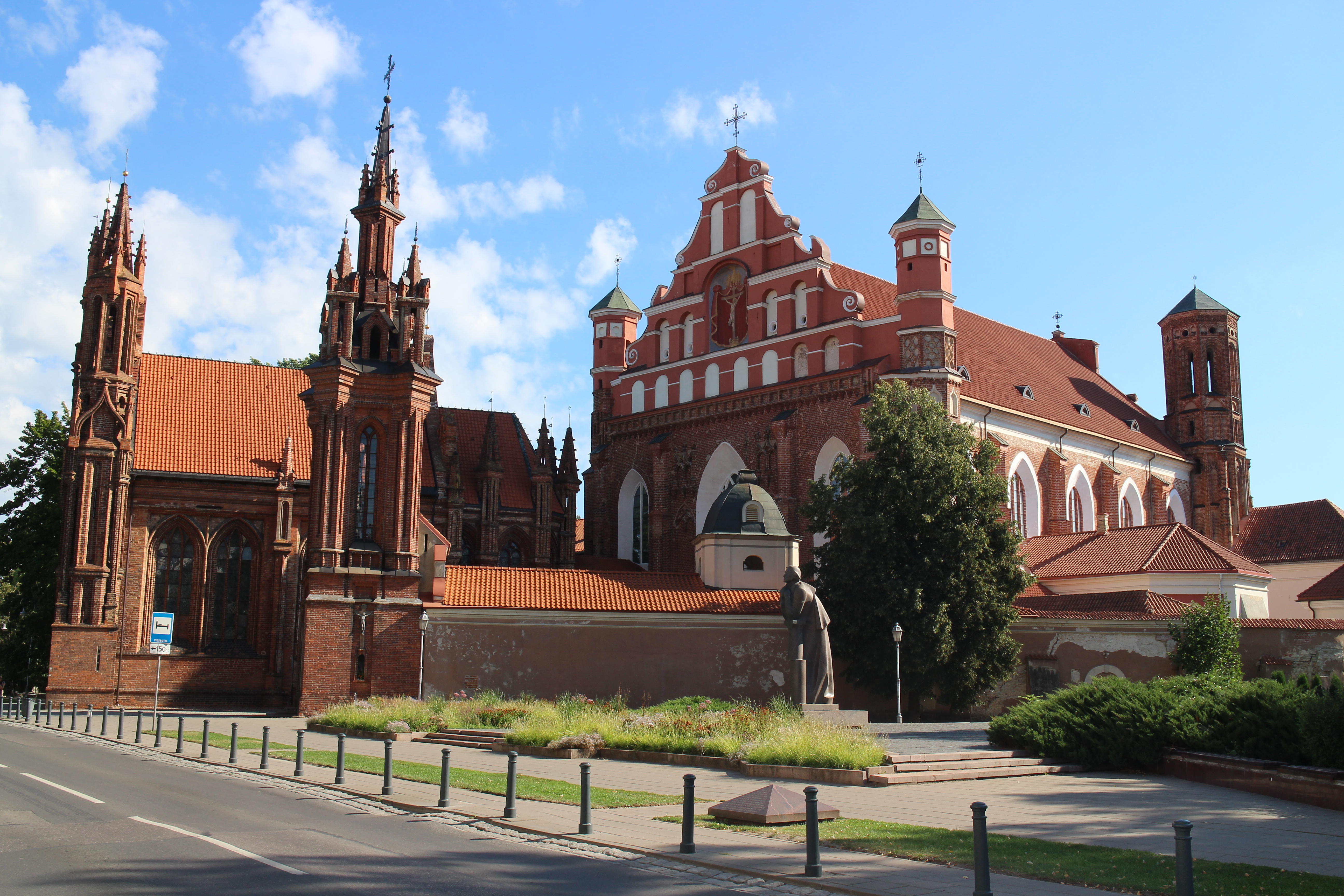
Kirche St. Anna und die Kirche des Bernhardiner Klosters in Vilnius

Nach der Taufe (1251) und Krönung von König Mindaugas 1253, war Litauen bis 1260 ein christlicher Staat. Nach der Schlacht an der Durbe, in der der Deutsche Orden eine schwere Niederlage erlitt, wurde Mindaugas von Treniota überzeugt, dem Christentum wieder abzuschwören. Bis 1387 pflegten litauische Adlige ihre eigene polytheistische Religion. Ethnische Litauer waren ihrem Glauben sehr verbunden. Der heidnische Glaube und seine Bräuche mussten tief verwurzelt sein, um dem starken Druck von Missionaren und fremden Mächten standhalten zu können. Bis ins 17. Jahrhundert hinein existierten Relikte des alten Glaubens.
Die Gebiete des heutigen Belarus und der Ukraine waren großteils orthodox. Während der heidnische Glaube in Litauen stark genug war, jahrhundertelang dem Druck von Ritterorden und Missionaren zu widerstehen, unterlag er letztendlich doch dem Christentum. Im Jahr 1387 konvertierte Litauen zum Katholizismus, die meisten ruthenischen Gebiete blieben jedoch orthodox.
Im Gegensatz zu Livland hatte die Reformation in Litauen wenig Erfolg, vor allem wegen der engen Bindung zum katholischen Polen.

## Union mit Polen

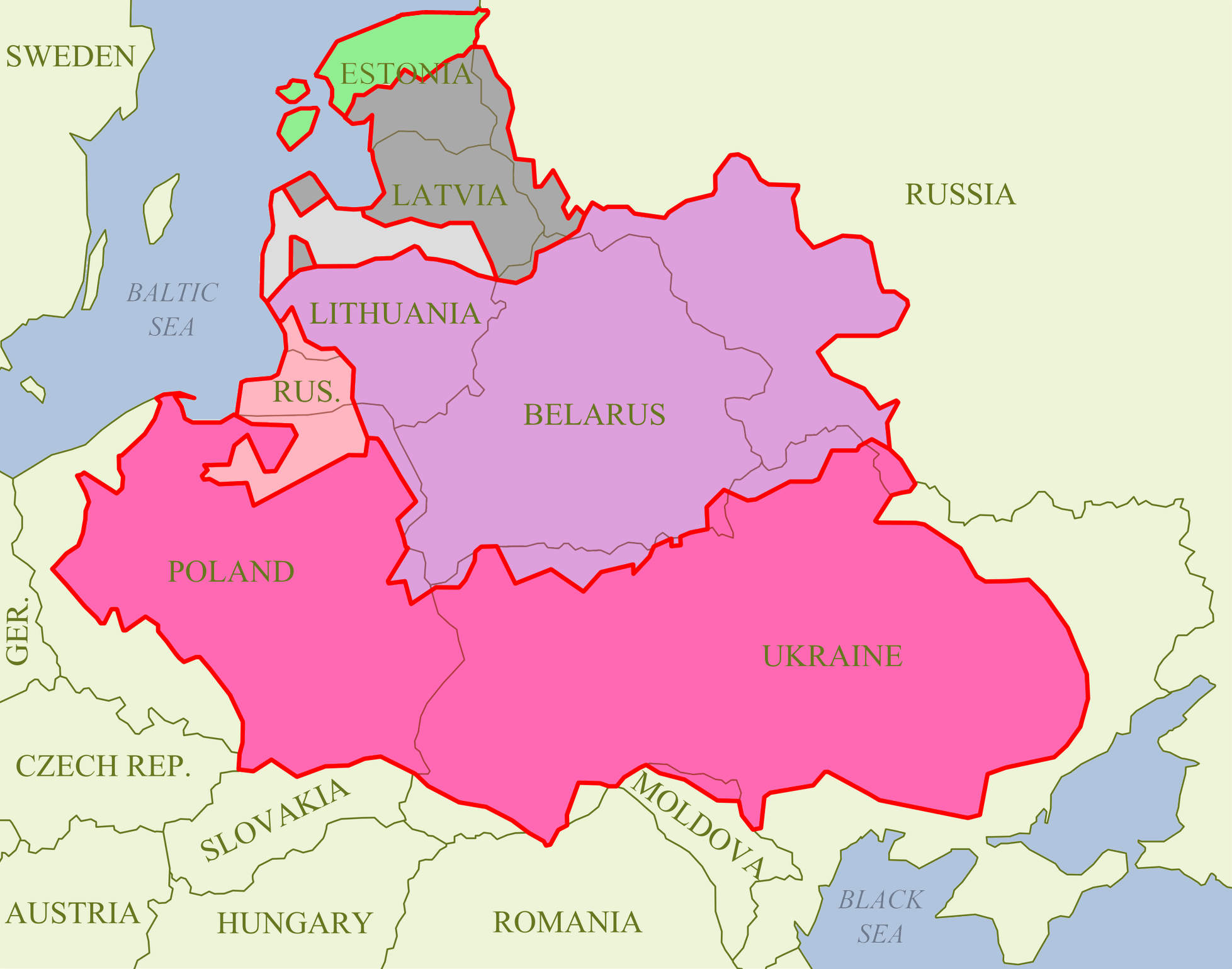
Großfürstentum Litauen als Teil des Doppelstaats Polen-Litauen um 1618
Königreich Polen
Preußen, polnisches Lehen
Großfürstentum Litauen
Kurland, litauisches Lehen
Livland
Schwedisch- und Dänisch-Estland

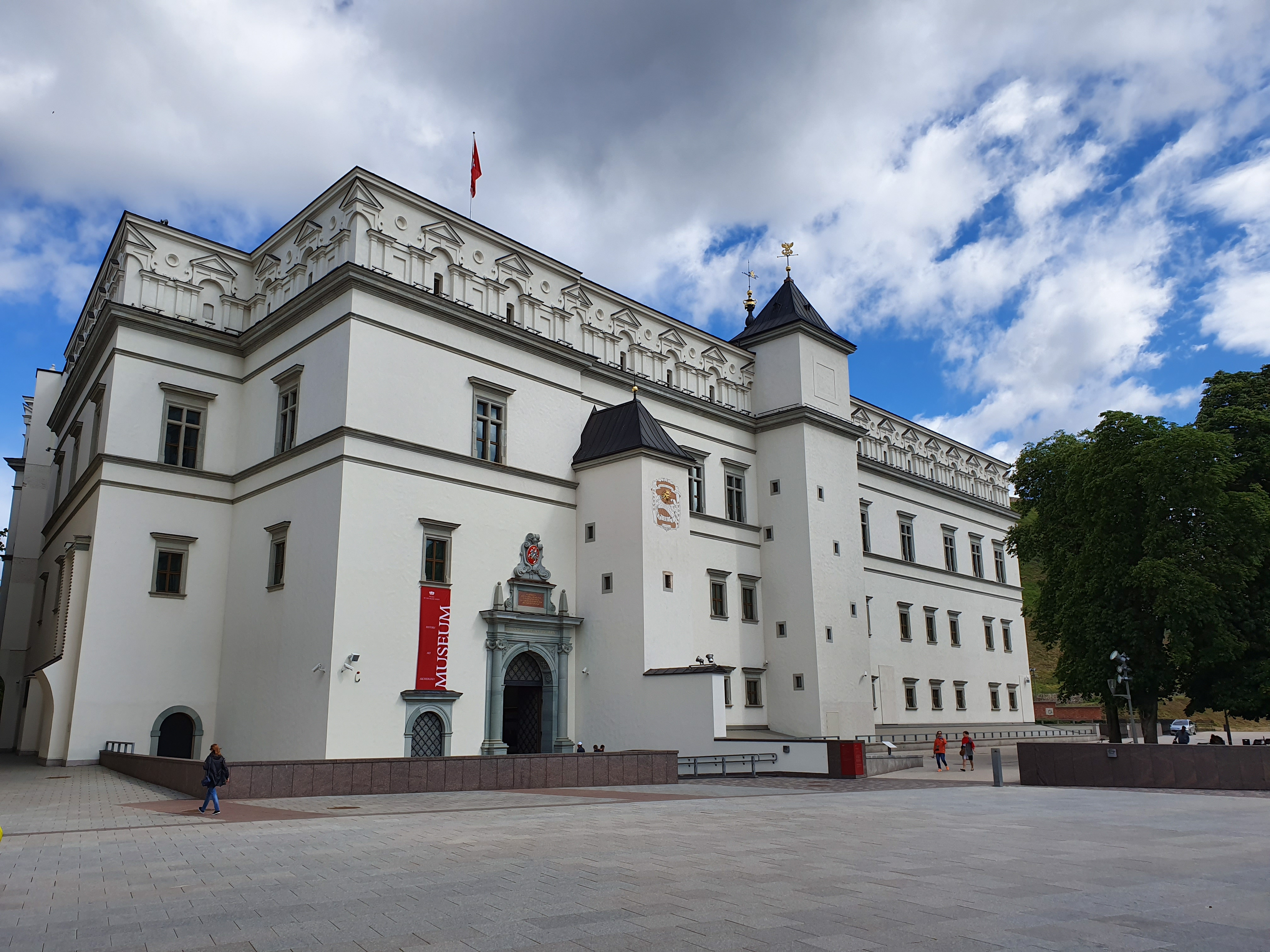
Das nach 2000 wieder aufgebaute Großfürstliche Schloss Vilnius

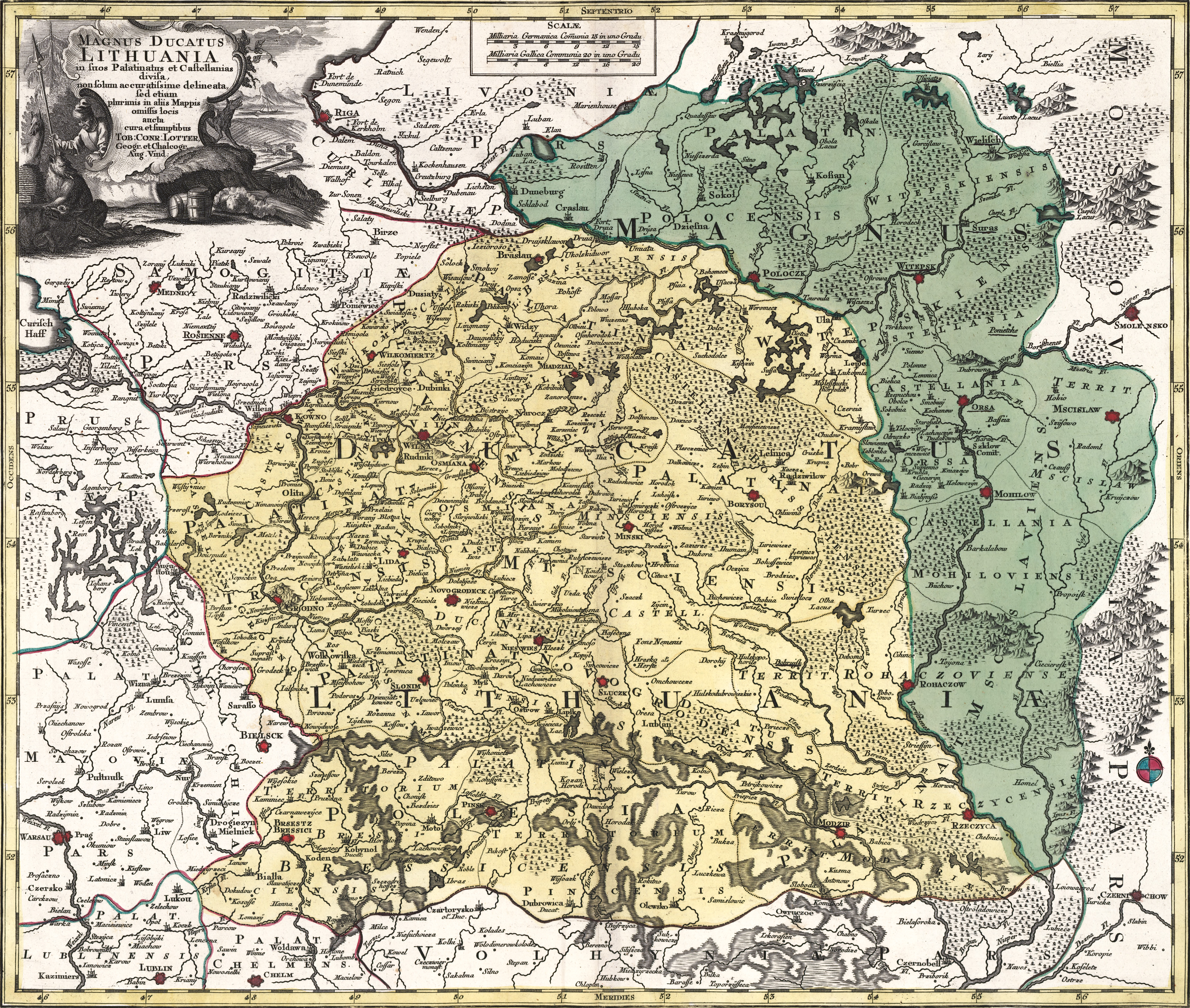
Karte aus dem Jahr 1780, grün sind die Russischen Teilungsgebiete

1386 bestieg der litauische Großfürst Jogaila nach seiner Taufe als Władysław II. Jagiełło den polnischen Thron, was zur Union von Krewo führte, in der ein Bündnis zwischen Polen und Litauen sowie eine Personalunion der Herrscher beider Gebiete installiert wurde. Regent von Litauen wurde Jogailas Vetter Vytautas, der aber weiterhin eine eigenständige Großmachtpolitik betrieb und unter dessen Herrschaft Litauen seine größte Ausdehnung erreichte. Seine Bündnis- und Heiratspolitik verschaffte ihm großen Einfluss sowohl in Richtung Moskau als auch in den andauernden Machtkämpfen innerhalb der Goldenen Horde. Die Konflikte an der Süd- und der Ostgrenze hielten jedoch an, sodass eine Sicherung zumindest nach Westen, gegen das Heilige Römische Reich geboten war. So folgten weitere Reformulierungen des Bündnisses mit Polen in der Union von Vilnius und Radom (1401) und der Union von Horodło (1415).
Ab ungefähr 1450 begann der Druck Moskaus sowie des Osmanischen Reichs zuzunehmen, welches das aus dem Zerfall der Goldenen Horde entstandene Krimkhanat unter seine Oberhoheit bringen konnte. Dies erforderte eine immer engere Zusammenarbeit der Bündnispartner. Die in den vorigen Verträgen formulierte Personalunion wurde 1569 in der Union von Lublin zu einer Realunion erweitert, deren Ergebnis der Polnisch-Litauische Doppelstaat („Republik beider Völker“) war. Dabei trat Litauen allerdings seine Territorien in der heutigen Ukraine an die polnische Krone ab. Die Verteidigung der südlichen Peripherie gegen das Osmanische Reich und ihre Vasallen, die Krimtataren, fiel nun dem polnischen Reichsteil zu.
Mit der im Zuge der Union erfolgten Vereinigung des polnischen und litauischen Adels in einem gemeinsamen Sejm, der im Lauf des 16. Jahrhunderts immer mehr zum Schwerpunkt der Politik wurde, begann die Eigenständigkeit des Großfürstentums Litauen zur bloßen Formalität zu werden. Es gab jedoch bis zum Ende des 18. Jahrhunderts eigene Institutionen. Insbesondere war das polnische Krontribunal für Litauen nicht zuständig, es gab in Hrodna ein eigenes Litauisches Tribunal. Erst mit der Verfassung vom 3. Mai 1791 wurde die Föderation zwischen dem Königreich Polen und Großfürstentum Litauen abgeschafft. Beide Staaten verschmolzen zum Einheitsstaat. In der kurzen verbleibenden Zeit bis zum Untergang des polnisch-litauischen Gesamtstaates (Rzeczpospolita) insgesamt erreichte diese Neuorganisation jedoch keine große Wirkung.